# Chapultenango
La città di Chapultenango è a capo dell'omonimo comune, nello stato del Chiapas, Messico. Conta 3 019 abitanti secondo le stime del censimento del 2005 e le sue coordinate sono 17°20'N 93°07'W.

Dal 1983, in seguito alla divisione del Sistema de Planeación, è ubicata nella regione economica V: NORTE.